# باول فلاورز (مصرفي)
باول فلاورز (بالإنجليزية: Paul Flowers)‏ هو مصرفي بريطاني، ولد في 5 يونيو 1950 في بورتسموث في المملكة المتحدة.